# Секретная служба Санта-Клауса
«Секретная служба Санта-Клауса» (англ. Arthur Christmas) — компьютерный анимационный фильм Сары Смит и Бэрри Кука. В России фильм вышел в прокат 8 декабря 2011 года.

## Сюжет
У Санта-Клауса и его помощников-эльфов много работы, особенно в ночь Рождества, когда они должны успеть облететь весь мир и побывать в каждом доме, где живут хорошие дети. Пока Санта в поте лица работает на благо Рождества, его старший сын Стив мечтает рано или поздно занять отцовское место, а Артур, младший в семье, трудится в почтовом отделе. Никто не воспринимает Артура всерьез, и он почти смирился с таким положением вещей, но однажды у него появляется возможность проявить себя.
В его руки попадает письмо от Гвен — маленькой девочки, которая весь год себя вела хорошо и надеется тоже получить подарок. Из-за ошибки, которую допустила секретная служба Санты, Гвен не получила подарок, и Рождество для неё, скорее всего, будет безвозвратно испорчено. Артур хочет исправить такую несправедливость и обращается к отцу за помощью, но ни он, ни Стив не считают, что стоит менять планы ради одного-единственного ребёнка. Артур решает воспользоваться помощью деда и вместе с ним спасти положение.

## Роли озвучивали
- Джеймс Макэвой — Артур Клаус
- Хью Лори — Стивен Клаус
- Джим Бродбент — Малькольм Клаус
- Имелда Стонтон — Маргарет Клаус
- Эшли Дженсен — Бриони Шелфли
- Марк Вуттон — Питер
- Ева Лонгория — шеф Де Сильва
- Рамона Маркес — Гвен Хайнс

## Роли дублировали
- Антон Колесников — Артур Клаус
- Игорь Балалаев — Стивен Клаус
- Александр Леньков — Дедушка Клаус
- Александр Новиков — Малькольм Клаус
- Людмила Гнилова — Маргарет Клаус
- Ольга Шорохова — Бриони Шелфли
- Илья Хвостиков — Питер
- Наталья Грачёва — Компьютер
- Ольга Голованова — шеф Де Сильва
- Анна Драгилева — Гвен Хайнс

## Производство
Работа над фильмом впервые была анонсирована в 2007 году под названием «Операция Рудольф». Это был первый фильм, снятый Aardman Animations в партнерстве с Sony Pictures и её дочерними компаниями.
Aardman потратил 18 месяцев на предварительную подготовку сюжета и дизайна в Великобритании, прежде чем переехать Sony Pictures Entertainment в Калвер-Сити, США, ещё на 18 месяцев производства. 27 апреля 2009 года было сообщено, что производство началось с совместной работы Aardman и Sony Pictures Imageworks над анимацией.

## Релиз
Фильм был выпущен 11 ноября 2011 года в Великобритании и 23 ноября 2011 года в Соединенных Штатах. Музыкальный клип на песню Джастина Бибера «Santa Claus is Coming to Town», который играет в конце титров, был показан исключительно в кинотеатрах перед фильмом.

## Выход на видео
Мультфильм был выпущен на DVD, Blu-ray и Blu-ray 3D 6 ноября 2012 года в США и 19 ноября 2012 года в Великобритании.

## Критика
На агрегаторе рецензий Rotten Tomatoes рейтинг составил 92 % на основе 169 отзывов семи критиков со средней оценкой 7,6 из 10. На Metacritic фильм получил 69 баллов из 100 на основе 32 обзоров, а пользовательская оценка составила 7,4 балла из 10.